# لغز الماضي (مسلسل)
لغز الماضي (بالتركية: Son)‏: أي النهاية. هو مسلسل تلفزيوني تركي تم البدء في عرضه في يناير 2012 وانتهى عرضهُ في 25 يونيو 2012، وقد عرض على قناة إم بي سي 4 بالدبلجة العربية السورية، قصة المسلسل هي عن حب زوج وزوجة يتزوجان بعد قصة حب كبيرة بينهما، ثم تفاجأ الزوجة بأن زوجها مات من جراء حادث سقوط طائرة، لكنها لا تصدق أن زوجها مات فتبدأ البحث عنه.

## البطولة
- إيغيت أوزينير بدور سليم
- نهر أردوغان بدور أيلين
- أركان كان بدور علي
- بيراك توزوناتاتش بدور أليف
- إنجين التان دوزياتان بدور خليل

## وصلات خارجية
- لغز الماضي على موقع IMDb (الإنجليزية)
- لغز الماضي على موقع نتفليكس (الإنجليزية)
- لغز الماضي على موقع كينوبويسك (الروسية)
- لغز الماضي على موقع قاعدة بيانات الفيلم (الإنجليزية)

- مسلسل لغز الماضي على قاعدة بيانات الأفلام على الإنترنت
- معلومات عن المسلسل في موقع قناة إم بي سي